# Liverpool Echo
El Liverpool Echo es un periódico publicado por Trinity Mirror North West & North Wales, una filial de Reach plc y tiene su sede en St. Paul's Square, Liverpool, Merseyside, Inglaterra. Se publica de lunes a domingo y es el diario de Liverpool. Hasta el 13 de enero de 2012, tuvo un periódico matutino hermano, el Liverpool Daily Post. Entre julio y diciembre de 2022 tuvo una circulación diaria promedio de 15 395.
Históricamente, el periódico fue publicado por Liverpool Daily Post & Echo Ltd. Su oficina está en St Paul's Square, Liverpool, y se redujo de Old Hall Street en marzo de 2018.

## Historia
En 1879, el Liverpool Echo se publicó como un periódico hermano más económico del Liverpool Daily Post. Desde sus inicios hasta 1917, el periódico costó medio penique. Ahora cuesta £ 1,40 peniques de lunes a viernes, £ 1,80 peniques los sábados y £ 1,40 peniques los domingos.
La sociedad limitada se expandió internacionalmente y en 1985 se reestructuró como Trinity International Holdings Plc. Los dos periódicos originales acababan de ser relanzados en formato tabloide.
El 16 de abril de 1989 se publicó una edición dominical especial del Echo para informar sobre la tragedia de Hillsborough del día anterior, en el que 97 aficionados del Liverpool F. C. resultaron heridos de muerte en la semifinal de la FA Cup en Sheffield. Se vendieron cada uno de los 75.000 ejemplares impresos.
En 1999, Trinity se fusionó con Mirror Group Newspapers para convertirse en Trinity Mirror, el grupo de periódicos más grande del país. En 2018, Trinity Mirror pasó a llamarse Reach plc.
El 7 de enero de 2014 se anunció que se lanzaría una edición dominical regular del periódico. El Sunday Echo es «un séptimo día de publicación, no un producto independiente», según el periódico.
En 2008, el periódico trasladó la impresión de Liverpool a Trinity Mirror Plc, Oldham, Gran Mánchester, mientras que los periodistas permanecen en St Paul's Square, en el centro de la ciudad de Liverpool.
En 2020, el editor en jefe Alistair Machray dimitió y fue reemplazado por Maria Breslin.
El Echo ha recibido críticas por su aparente parcialidad hacia los políticos locales. En 2024, Liam Thorp, editor político del periódico, colaboró en un libro titulado "Rumbo al Norte: Un grito de guerra por una Gran Bretaña más igualitaria" con los alcaldes de las áreas metropolitanas de Manchester y Liverpool, Andy Burnham y Steve Rotheram.